# Трубецкая, Надежда Борисовна
Княгиня Надежда Борисовна Трубецкая (урождённая княжна Святополк-Четвертинская; 20 октября 1812—23 февраля 1909) — фрейлина (1831), благотворительница; кавалерственная дама ордена Святой Екатерины (малого креста) (31.10.1876) и статс-дама двора (14.05.1896).

## Биография
Родилась в многочисленной семье участника Наполеоновских войн князя Бориса Антоновича Четвертинского и Надежды Фёдоровны Гагариной. Её родственники были близки к императорской семье: её тётка, Мария Антоновна, долгое время была фавориткой императора Александра I, а другая, Жанетта Антоновна, едва не стала морганатической супругой великого князя Константина Павловича.
Много времени семья Четвертинских проводили в имении Филимонки, где собирались их многочисленные родственники. Часто в имении гостили сёстры Надежды Фёдоровны, Вера Вяземская и Софья Ладомирская, вместе с детьми. П. А. Вяземский писал 1 июня 1824 года: «Сегодня ездил я из Остафьева с Машенькою и Пашенькою обедать к Четвертинским и от них отправился в Москву, а дети ещё остались там». Благодаря родителям и родственникам, Надежда Борисовна с детства вращалась в самом изысканном обществе. 4 января 1831 года Четвертинские посетили Остафьево, о чём известно из письма П. А. Вяземского к А. Я. Булгакову: «У нас был уголок Москвы; был Денис Давыдов, Трубецкой, Пушкин, Муханов, Четвертинские; к вечеру съехались соседки, запиликала скрипка и пошёл бал балом».

Получила блестящее домашнее образование, а позднее прослушала университетский курс. В 1831 году была принята к двору фрейлиной императрицы Александры Фёдоровны, а в 1834 году стала женой князя Алексея Ивановича Трубецкого (1806—1855), впоследствии виленского вице-губернатора, камергера, действительного статского советника. Фрейлина А. С. Шереметева писала в апреле 1834 года:
Видела княгиню Трубецкую, урожденную Четвертинскую, и её мужа. Я нахожу, что он очень неуклюж; мне было очень жалко их видеть вместе; он так не подходит к дому! Она представлялась императрице, которая нашла, что она особенно мила.
Дом Трубецких в Знаменском переулке стал одним из культурный центров Москвы, блестящим литературным салоном. Княгиня Трубецкая «вела знакомство с лучшими людьми своего времени. У поэта князя П. А. Вяземского, который был ей родня, она познакомилась с Пушкиным, Жуковским и Гоголем» Позднее Трубецкая рассказывала правнуку о танцах с Пушкиным и его визитах в дом Четвертинских . 
Последние годы Надежды Трубецкой были омрачены трагедией. Её сын Алексей растратил казённые деньги, спасая его от самоубийства, княгиня была вынуждена продать всю свою недвижимость, в том числе и дом в Знаменском переулке. Расстроенные благотворительностью денежные дела Трубецких привели к тому, что Надежда Борисовна осталась без средств к существованию. За заслуги ей назначили пенсию из средств организованного ею Братолюбивого общества и предоставили арендованную квартиру в бывшем её собственном доме, купленном С. И. Щукиным.
Княгиня Надежда Борисовна Трубецкая скончалась 23 февраля 1909 года.

## Благотворительная деятельность

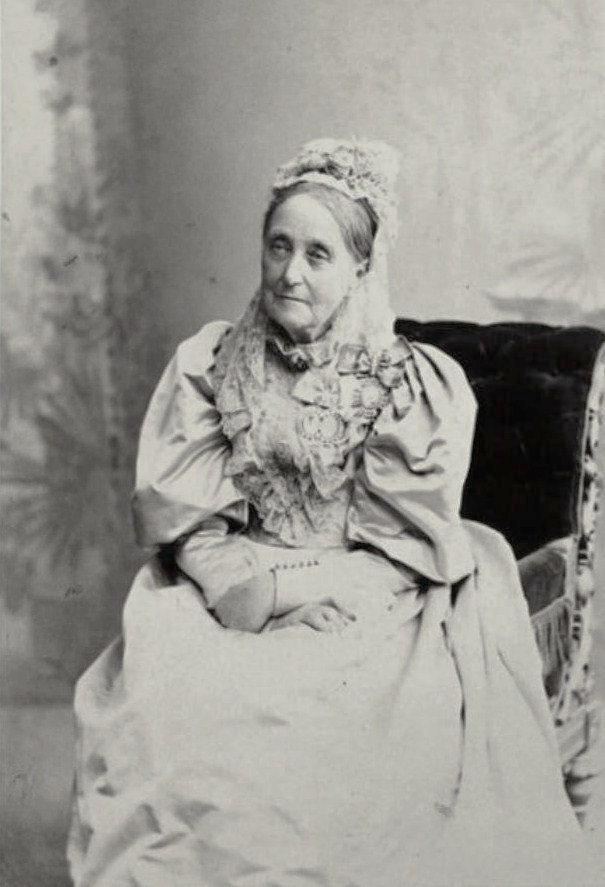
Княгиня Н. Б. Трубецкая

По словам Б. Чичерина, княгиня Трубецкая была «женщина умная, бойкая, живая, с характером, с умственными интересами, всегдашняя посетительница университетских лекций, вместе с тем преданная благотворительности, стоявшая во главе многих заведений, которые она вела с тактом и умением». 
С 1842 года Надежда Борисовна входила в Совет детских приютов, а в 1844 году с помощью С. Д. Нечаева она организовала Ольгинский приют. После смерти в 1855 году супруга княгиня Трубецкая посвящала благотворительности всё своё время. 
Зимой 1859/1860 годов жильё части бедняков оказалось под угрозой затопления. Княгиня Трубецкая с сестрой, матерью и ещё несколькими аристократками наняли дом у Калужских ворот, куда переселили этих жильцов. В 1861 году при активном участии Надежды Борисовны было основано «Братолюбивое общество снабжения неимущих квартирами», входившее в состав «Императорского человеколюбивого общества», где можно было получить квартиру или пособие на аренду жилья. Под председательством княгини к началу XX века общество обладало 3 миллионным капиталом и 40 благотворительными учреждениями. Патроном общества стала императрица Мария Фёдоровна, а почётным председателем — великая княгиня Елизавета Фёдоровна.
В 1865 году Трубецкая становится попечительницей Арбатского отделения Дамского попечительства о бедных. В августе того же года при участии инженера Христиана Христиановича Мейена и предпринимателя Петра Ионовича Губонина комитетом была открыта небольшая ремесленная школа для мальчиков, в которой детей обучали портняжному, сапожному и переплетному делу. 17 апреля 1866 года школа стала именоваться Комиссаровской ремесленной школой в честь шапочного мастера О. И. Комисарова, спасшего императора Александра II при покушении на него Д. В. Каракозова.
В 1869 году по предложению Надежды Трубецкой был создан Дамский комитет Московского отделения Российского общества попечения о раненых и больных воинах, позднее общество было переименовано в Российское общество Красного Креста.
В 1877 году с началом русско-турецкой войны Трубецкая организовала санитарный поезд и сама в качестве сестры милосердия в возрасте 65 лет отправилась на фронт.
В 1879 году Надежда Борисовна организовала материальную помощь городу Оренбургу, пострадавшему от страшного пожара, лично отвозила в город предметы первой необходимости.
В последние годы княгиня Трубецкая была членом Попечительного совета созданного ею в Хамовниках Ксеньинского детского приюта, получившего имя в честь великой княгини Ксении Александровны, сестры Николая II.
За свою деятельность Надежда Борисовна была удостоена ордена Святой Екатерины малого креста.

## Брак и дети
18 февраля 1834 года Надежда Борисовна вышла замуж за князя Алексея Ивановича Трубецкого (1806—1855), представителя второй ветви рода Трубецких, сына князя Ивана Николаевича (1760—1843) и его жены Натальи Сергеевны (1775—1852), урождённой княжны Мещерской.  В браке родились:
- Наталья Алексеевна (12.01.1835[9]—1918) — родилась в Москве, крещена 22 января 1835 года в церкви Бориса и Глеба на Поварской при восприемстве деда князя И. Н. Трубецкого и бабушки княгини Н. Б. Четвертинской; супруга князя Николая Ивановича Шаховского (1823—1890); их внучка писательница Зинаида Шаховская.
- Алексей Алексеевич (1847—07.4.1914) — женат (с 16 августа 1876 года) на Наталье Дмитриевне Всеволожской (1856—03.01.1913[10]), умерла в Париже от прогрессирующего общего паралича.

### Комментарии
1. ↑  Это позволило В.П. Старку в своей книге «Наталья Гончарова» отнести имя Надежда в донжуанском списке Пушкина насчёт княжны Четвертинской[4]